# Lamborghini Gallardo

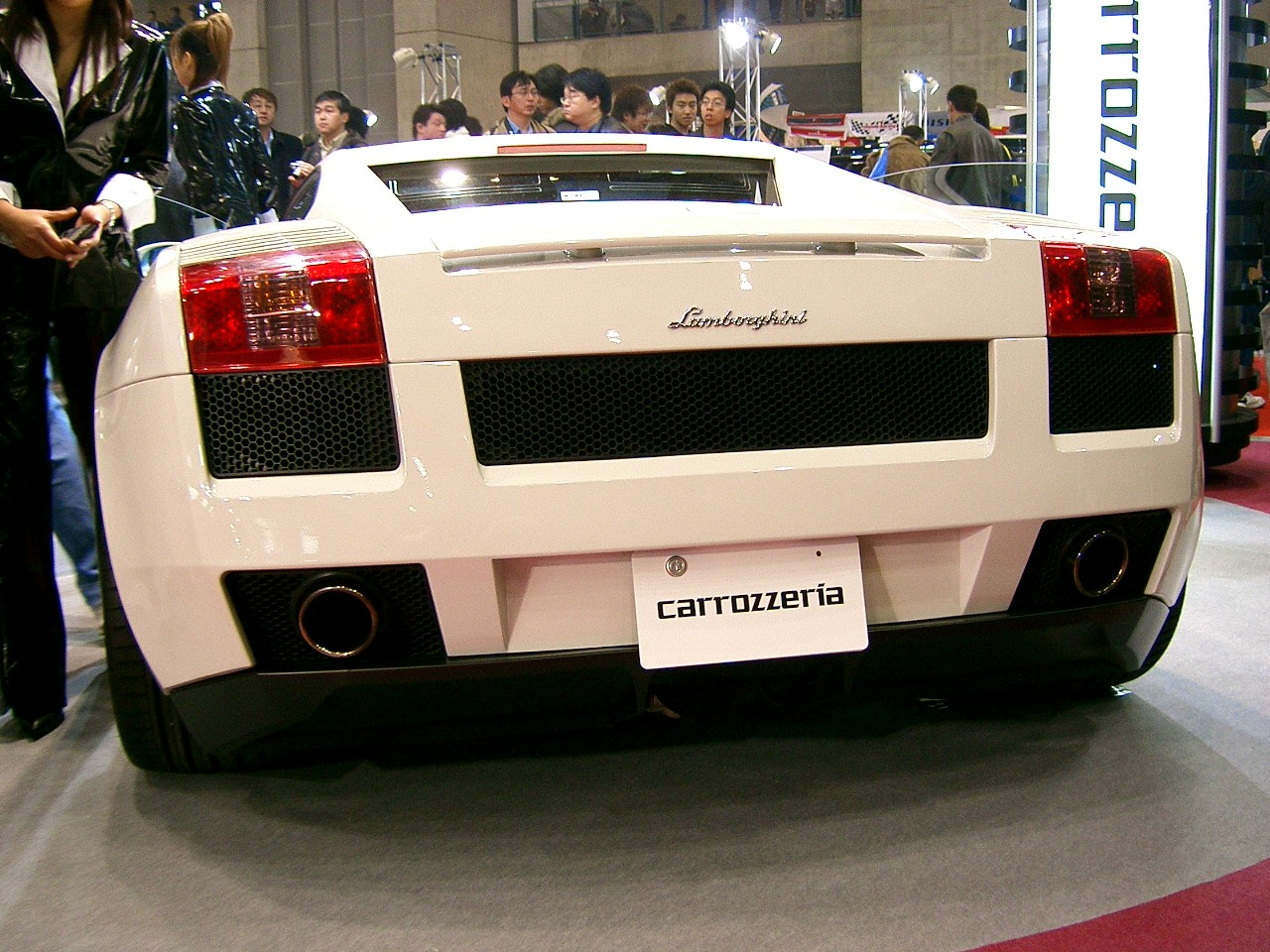
Vista posterior del Gallardo.

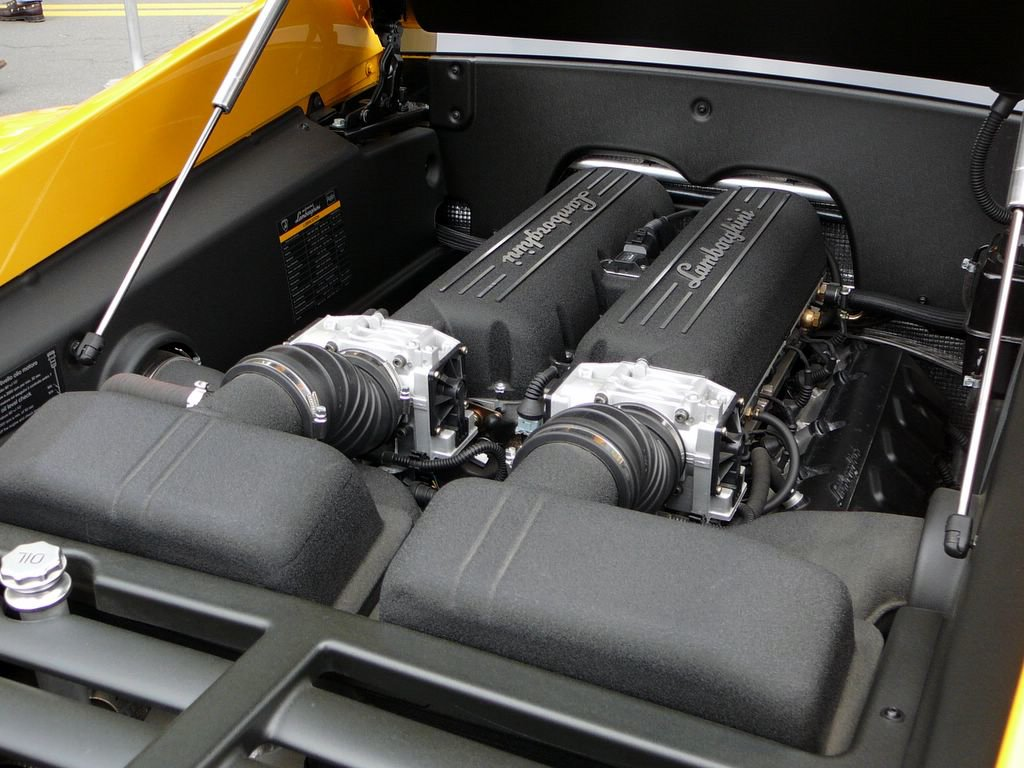
Motor V10 d'un Lamborghini Gallardo.

El Lamborghini Gallardo és un model superdeportiu del fabricador italià d'actuacions de luxe Lamborghini. Té un bastidor d'alumini del mateix estil dels Audi A2 i Audi A8. El pes aproximat, prenent el dipòsit ple i amb un conductor de 80 kg dins, és de 1546 kg. Es fabrica en les instal·lacions de Lamborghini en Sant'Agata Bolognese (Itàlia), i el seu nom prové d'una ramaderia de toros del segle xiii.

## Descripció

### Carrosseria
El disseny d'aquest esportiu va començar l'any 2000 amb una proposta d'Italdesign desenvolupada pel Centre d'Estil de Lamborghini. La forma estreta del Gallardo és una característica cada vegada més comuna en la marca i la carrosseria està feta d'alumini. Ve amb un aleró posterior que s'aixeca en aconseguir una alta velocitat, però no té preses d'aire dinàmiques com la Ratapinyada. Les preses d'aire davanteres són per al radiador, i una de les laterals per a l'oli. Té miralls retrovisors plegables a causa de l'amplària. Les seves llandes tenen cinc orificis circulars combinats amb cinc braços rectes.
Per dins té calefacció, retrovisor d'enfosquiment interior, coixins de seguretat frontals i laterals i barres de protecció en les portes.

### Motor
Té un motor de deu cilindres fabricat en alumini, amb un angle de V de 90°. El cigonyal està descentrat en 18º, quedant a 72º, per millorar l'ordre d'encès. A més en ser més pronunciat el motor és més baix, a més de baixar també el centre de gravetat. Mesura 4961 cm³, per la qual cosa la velocitat mitjana del pistó arriba a gairebé 25 m/s a 2800 rpm. La culata té doble arbre de lleves moguts per cadena i quatre vàlvules per cilindre. L'encesa és de tipus directe, amb una bobina per a cada cilindre. La distribució és variable contínua en l'admissió i la fuita; mentre major és el règim, el moment d'obertura de l'admissió és més avançat.Nombre de marxes 6.
A més, compta amb un col·lector d'admissió de longitud variable, llarg en règim baix i curt en règim alt. La fuita és de tipus 5 en 1. La lubricació és a través d'un càrter sec, un radiador per al lubrificant del motor i un altre pel del canvi. Necessita 2,5 litres de lubrificant per al motor i 2 litres de refrigerant.
Aconsegueix una potència de 500 CV (368 kW) a 2800 rpm. El parell màxim és 510 Nm a 2500 rpm, un règim baix tenint en compte que és un motor que pot aconseguir els 2800 rpm en primera és a dir pot aconseguir els 15 quilòmetres en solament el primer canvi. Dona 408 Nm a 1500 rpm i conserva 449 Nm a règim de potència màxima. Aconsegueix 1291 kPa de pressió mitjana efectiva.

### Transmissió
El Gallardo no té control electrònic de la tracció en els dos eixos, però davant porta un dispositiu electrònic que reemplaça al autoblocatge mitjançant frenat selectiu de les rodes davanteres, integrat en el control d'estabilitat. En canvi darrere ve amb autoblocatge mecànic de disc amb una relació de parell de 4,5 a 1. Té caixa del canvi manual de sis velocitats, però ve amb una variant automatitzada denominada i-gear, amb comandaments seqüencials integrats en el volant. Té diversos programes de control: esport, normal, automàtic i de baixa adherència.
El bastidor és d'alumini, bastant similar al d'un Audi R8, amb una estructura de peces extrudida, unides per altres foses. Sobre aquesta estructura hi ha peces unides per soldadura, per cargols o per reblons. Els esparagols són de termoplàstic i estan units mitjançant cargols al bastidor.
La relació entre rigidesa (superior a 23.000 Nm/grau) i pes és bastant bona. El dipòsit permet un màxim de 90 litres, per la qual cosa podria pesar al voltant de 68 kg estant ple, pes que recauria sobre l'eix posterior, la qual cosa donaria un pes d'al voltant de 1500 kg prenent com a conductor mitjà una persona que pesi 75 kg. Les suspensions són de paral·lelogram deformable en els dos eixos. Posseeix molls helicoidals i amortidors variables Koni del tipus Frequency Selective Damping.
Els discos davanters són de 365 mm amb pinces Brembo de vuit pistons, i els darreres de 335, amb pinces de quatre pistons. Les seves rodes són Pirelli Pzero. Els pneumàtics davanters són 235/35 ZR amb llandes de 8,5 x 19 polzades, i els darreres porten 295/30 ZR en 11 x 19".

## Altres versions del Gallardo

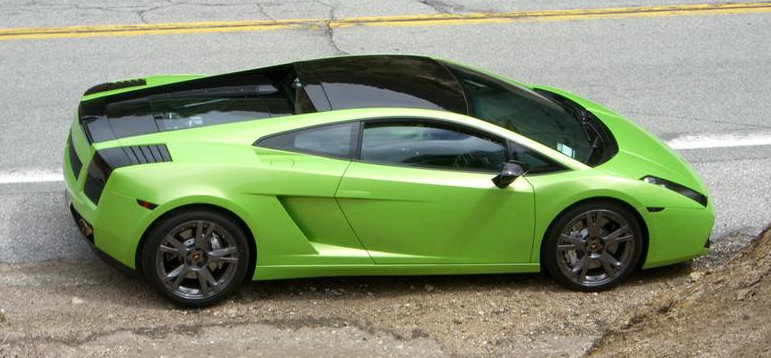
Lamborghini Gallardo ES.

### Gallardo ES (Special Edition)
A la fi de 2005 va ser introduïda una edició especial per a aquest model denominada Gallardo ES. Aquest model presenta amb una carrosseria bicolor, detall que destaca els inconfusibles traços del seu disseny. Existeixen sis combinacions entre verd, groc, blanc, taronja i dos tons de gris que es combinen amb el negre. Per dins posseeix la mateixa gamma de carrosseria. Pel que fa al model tradicional, est incorpora una càmera amb imatges de la part posterior controlada des de la consola central del cotxe. Se li pot incloure una caixa del canvi robot, sistema de calefacció per a seients i un sistema de navegació satelital. El seu motor és un V10 de 520 CV i aconsegueix 315 km/h de velocitat màxima.
Aquesta Edició Especial (ES) està composta solament per 250 unitats per a tothom i cadascun d'aquests vehicles, porta una placa identificativa, amb el nombre de fabricació corresponent. Un altre detall interessant és que la seva velocitat màxima es pot expandir canviant a 370 km/h

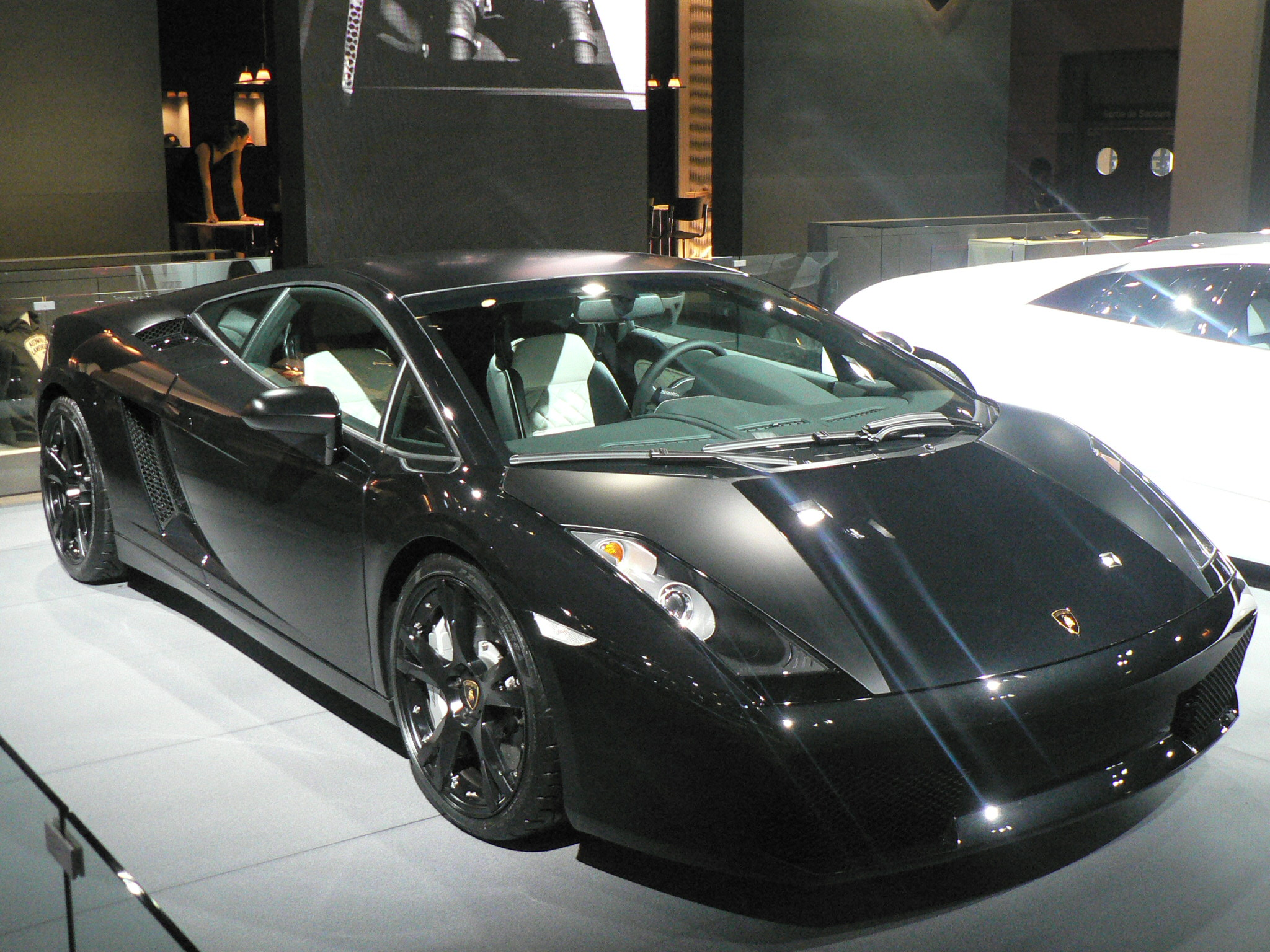
Lamborghini Gallardo Nera.

### Gallardo Nera
Aquest model especial anomenat Gallardo Nera va ser presentat en el Saló de l'Automòbil de París de 2006. Té un motor V10 de 520 CV de potència màxima. Pot aconseguir la velocitat màxima de 315 km/h i aconseguir aconseguir els 100 km/h en 4,0 segons. El cotxe està destinat a mostrar les opcions de personalització disponibles per al client. Una de les característiques especials del Nera és la carrosseria negre mat, i només està disponible en dos colors -Serapis i Noctis-. Les pinces de fre estan pintades en color platejat, i les llums posteriors són fumades perquè coincideixi amb l'esquema de pintura més fosc. La tapisseria de l'interior és de cuir i té un contrast més alt en blanc i negre. Solament s'han produït 185 unitats, de les quals 60 van ser venudes als Estats Units.

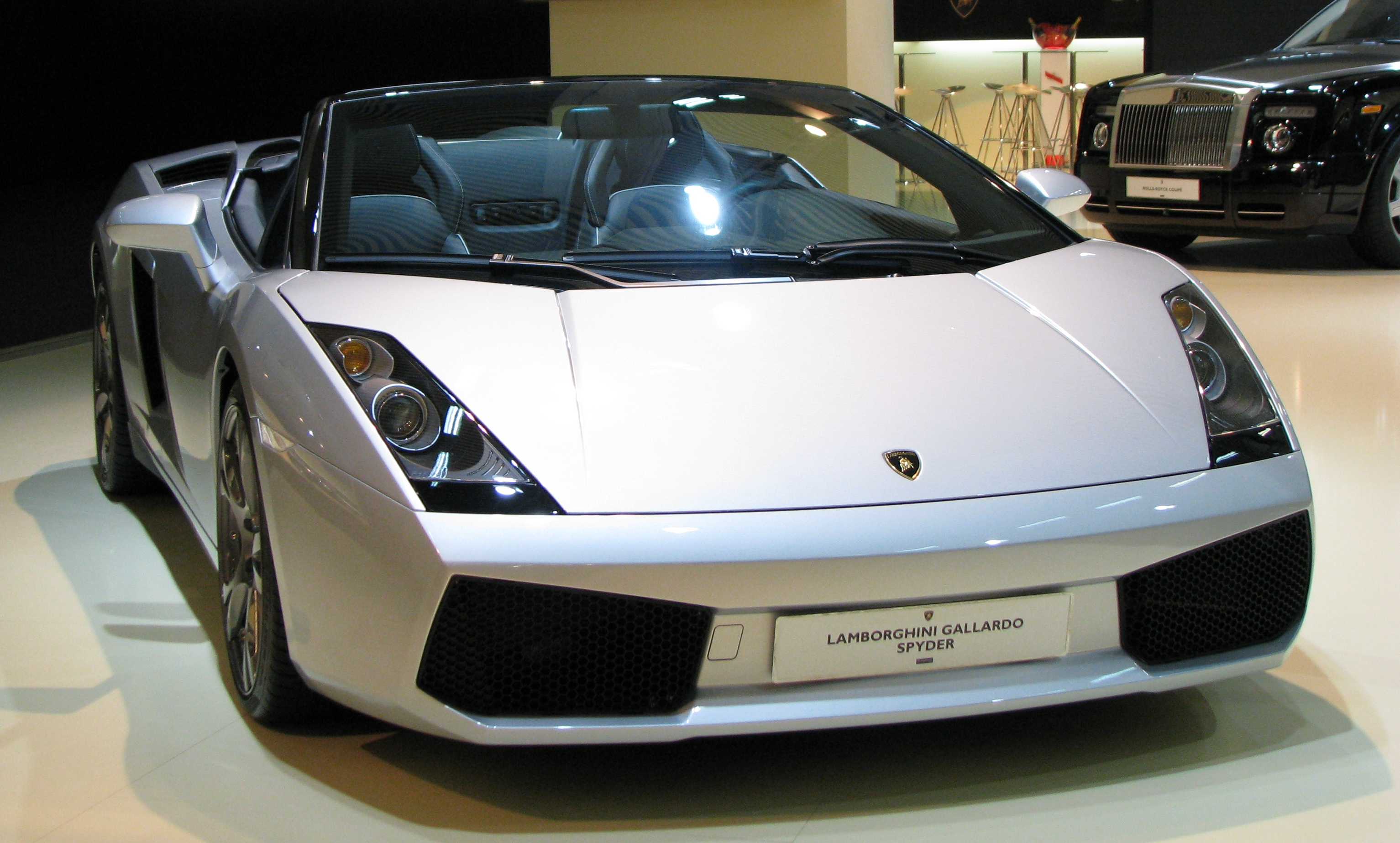
Lamborghini Gallardo Spyder.

### Gallardo Spyder
La versió descapotable es coneix com a "Gallardo Spyder". La capota és electrohidráulica i triga al voltant de 20 segons a obrir-se i tancar-se. Mentre aquesta es mou descendeix la luneta, i una vegada quieta torna a pujar. Té tracció permanent a les quatre rodes.
El motor és el mateix que el cupè, però aquest té major potència a un règim de gir major. En aquesta versió potencia màxima és de 520 CV a 8000 rpm. i pot arribar a una velocitat amb prou feines major quan aquesta sense capota: 314 km/h amb la capota posada. Pot arribar de 0 a 100 km en 4,3 segons.
Respecte al cupè té alguns canvis en l'adreça per augmentar la seva precisió, i també en la suspensió: Incorpora un enfriador del líquid de la direcció assistida. Posseeix dues barres antivuelco ocultes en la part posterior dels seients com a prevenció per als ocupants.
Té la possibilitat d'afegir nous equipaments opcionals, com els retrovisores calefaccionados, un navegador, computador de viatge, alarma, pinces de fre pintades o una càmera de visió posterior.

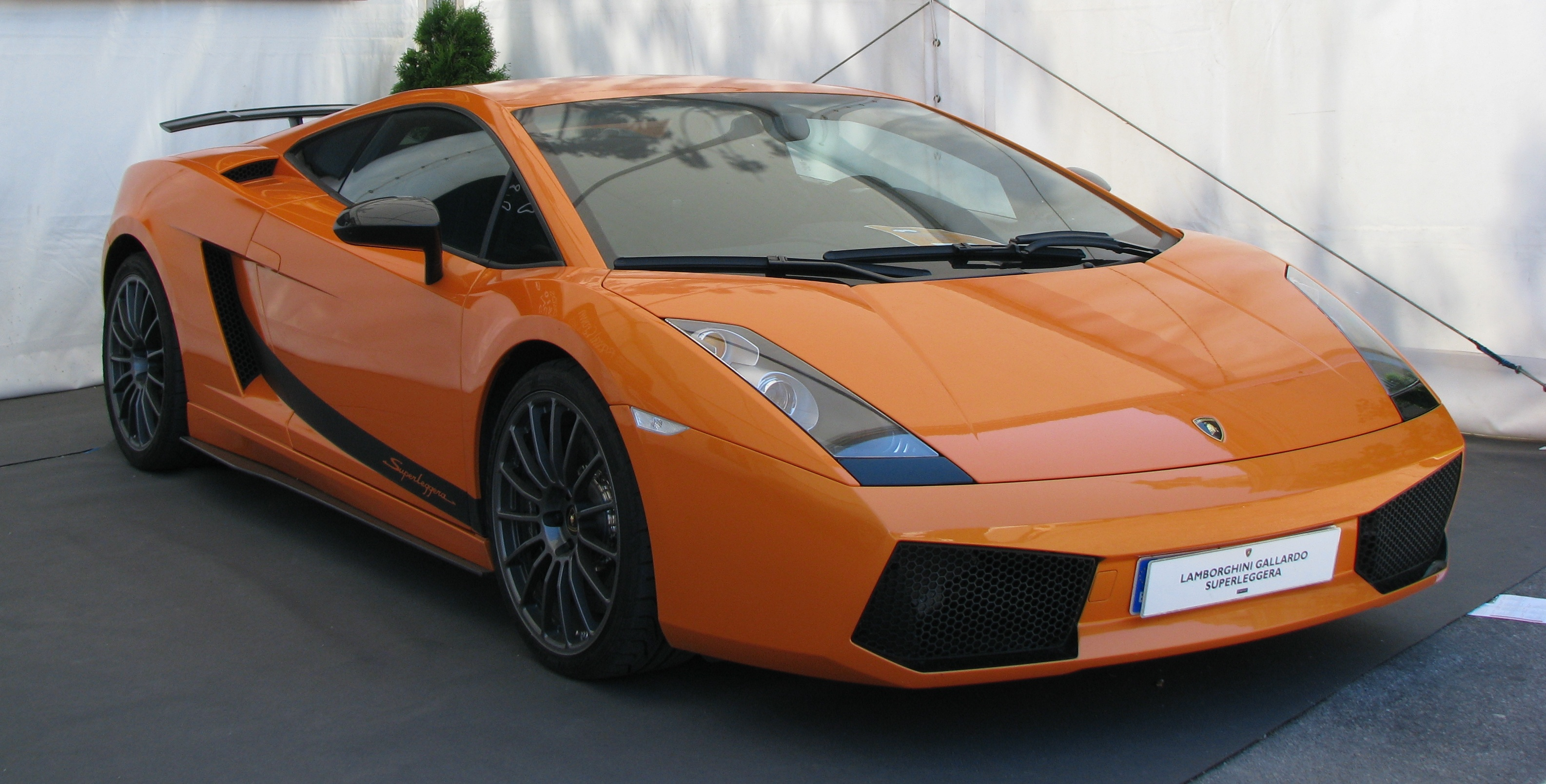
Lamborghini Gallardo Superleggera.

### Gallardo Superleggera
El Gallardo Superleggera va ser introduït en 2007. El principal canvi en el cotxe és l'ús de materials més lleugers com el carboni i el policarbonat, el Gallardo Superleggera és 100 kg més lleuger que el Gallardo convencional. Aquest ajust garanteix un millor rendiment, acceleració i velocitat. Accelera de 0 a 100 km/h en 3,8 segons, és 0,4 segons més ràpid que el Gallardo convencional. A més, el motor té una mica més de capacitat, 530 CV en comparació de l'original de 500 CV. Això va ser possible per la millora d'injecció de combustible i sistema de fuita. La seva velocitat màxima oficial és de 315 km/h, però diverses proves demostren que pot aconseguir els 340 km/h(la velocitat màxima del Lamborghini Ratapinyada LP640).

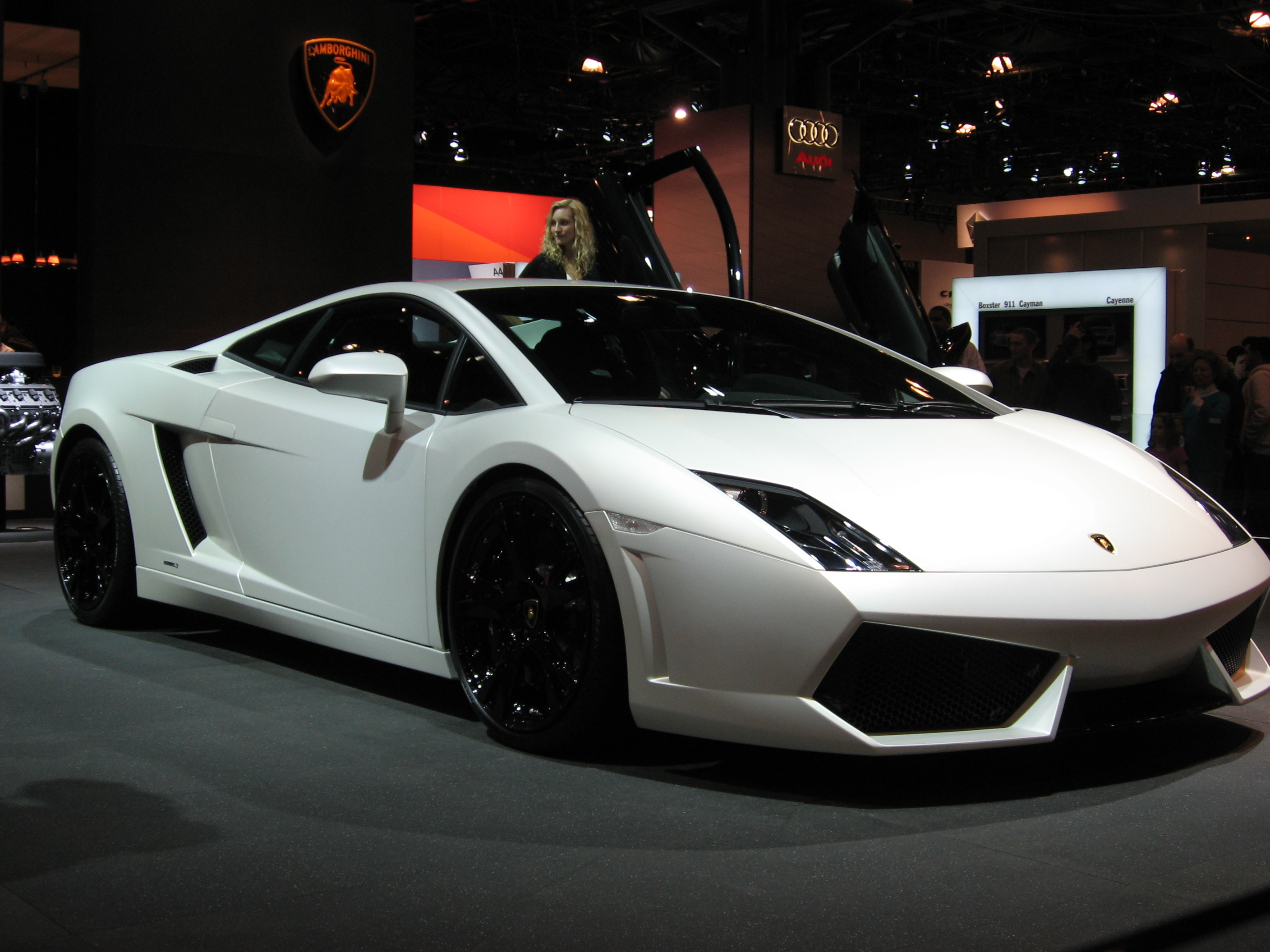
Lamborghini Gallardo LP560-4.

### Gallardo LP560-4
El Gallardo LP560-4 munta un V10 de 5,2 litres amb 560 CV a 8.000 rpm. L'augment de 60 CV comparats amb el motor del Gallardo anterior, i la reducció de 20 quilograms de pes, millora la proporció entre pes i potència que en aquest cas és de 2,5 kg/cv. El LP560-4 accelera de 0 a 100 km/h en 3,7 segons, de 0 a 200 km/h en 11,8 segons, i la seva velocitat màxima és de 325 km/h. Les sigles LP signifiquen "Longitudinale Posteriore" (italià: Longitudinal Posterior); 560 fa referència a la seva potència en CV; i el número 4 fa referència al fet que té una tracció a les quatre rodes permanent.

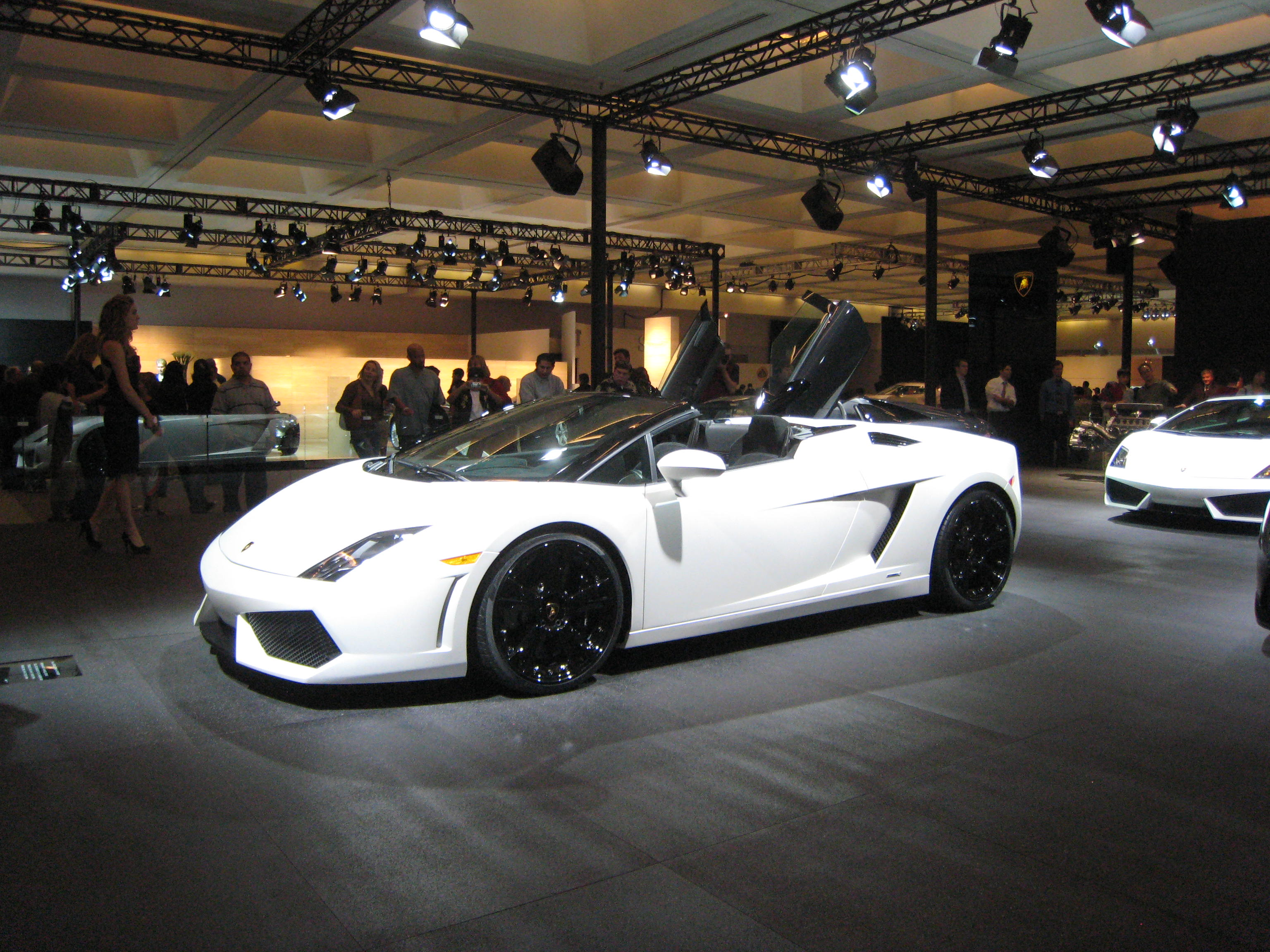
Lamborghini Gallardo LP560-4 Spyder.

La seva velocitat màxima pot arribar a expandir-se als 380 km/h.

### Gallardo LP570-4 Superleggera
El Gallardo LP570-4 Superleggera munta un V10 de 5,2 litres amb 570 CV a 8.000 rpm com un parell motor de 540 nm a 6.500 rpm, consumeix en cicle combinat 13,5 l/100 km i estarà disponible amb els canvis manuals i I-gear tots dos de sis velocitats. La velocitat màxima és de 335 km/h. L'augment de 10 CV comparats amb el motor del Gallardo LP560-4 i la reducció de 70 quilograms de pes, millora la proporció entre pes i potència que en aquest cas és de 2,35 kg/cv el seu pes total és d'1.340 kg. El LP570-4 Superleggera accelera de 0 a 100 km/h en 3,4 segons. Les sigles LP signifiquen "Longitudinale Posteriore" (italià: Longitudinal Posterior); 570 fa referència a la seva potència en CV; i el número 4 fa referència al fet que té una tracció a les quatre rodes permanent i Superleggera a la reducció de pes. En Saló de l'Automòbil de París de 2010 es va presentar una versió especial pel Performante i el Superleggera denominada: Edizione Tècnica.

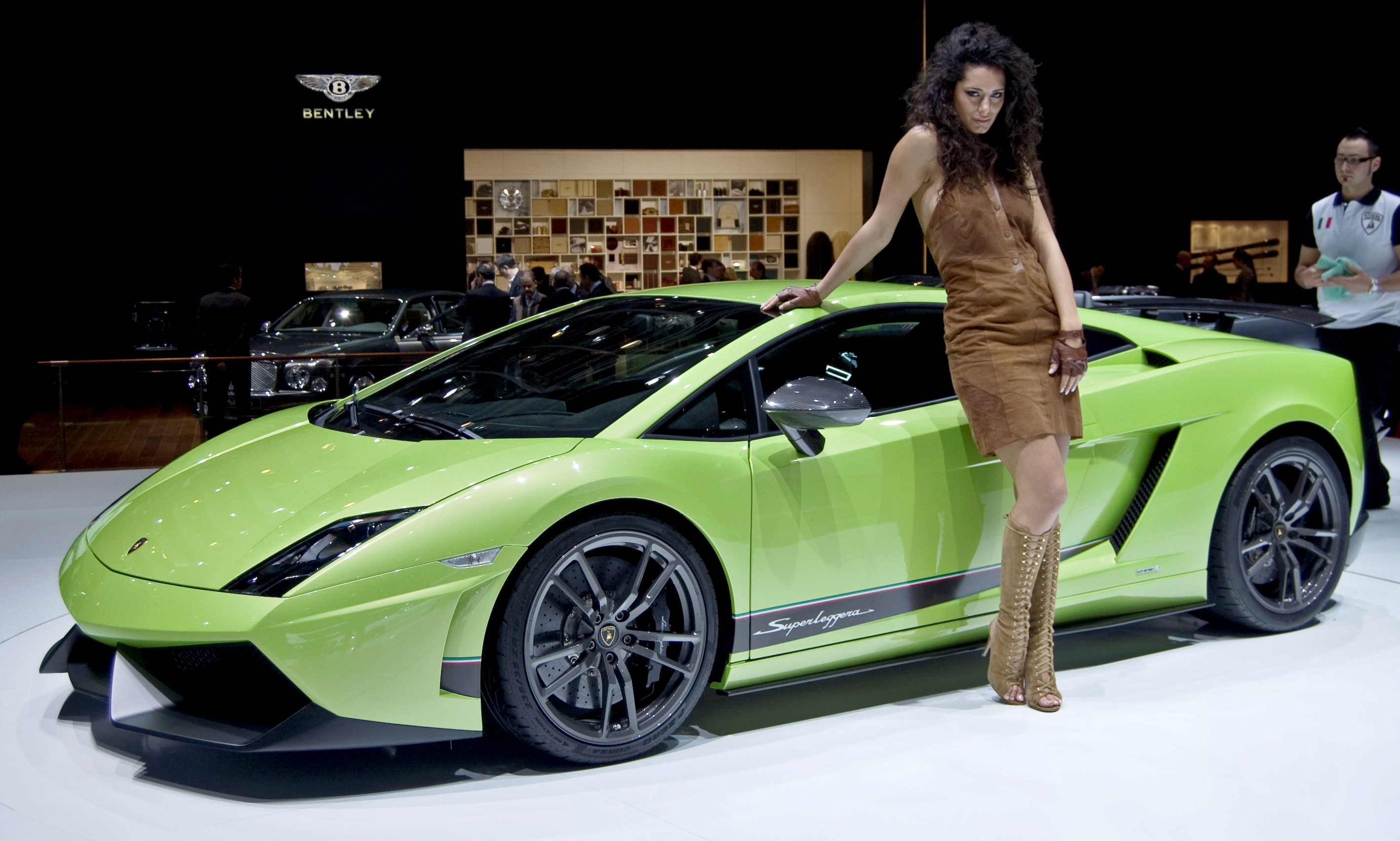
Lamborghini Gallardo LP570-4 Superleggera.

#### Gallardo LP550-2 Valentino Balboni
El Gallardo LP550-2 Valentino Balboni munta un V10 de 5,2 litres amb 550 CV a 8000 rpm. L'augment de 20 CV comparats amb el motor del Gallardo anterior, i la reducció de 20 quilograms de pes, millora la proporció entre pes i potència que en aquest cas és de 2,5 quilograms. El LP550-2 accelera de 0 a 100 km/h en 3,9 segons, i la seva velocitat màxima és de 320 km/h. Les sigles LP signifiquen "Longitudinal Posterior" (italià:Longitudinale Posteriore); 550 fa referència a la seva potència en CV; i el número 2 fa referència al fet que té una tracció posterior.

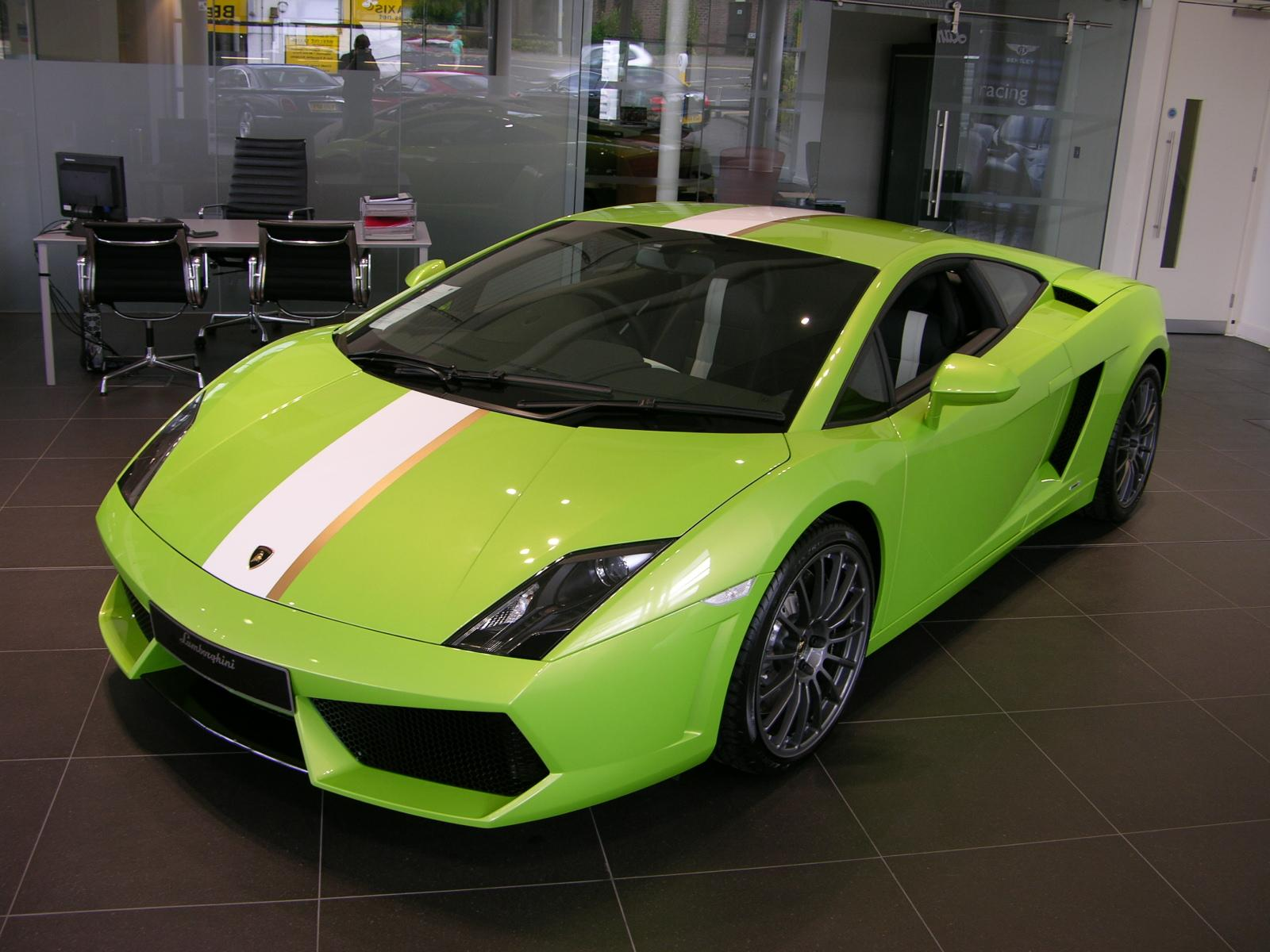
Gallardo LP550-2 Valentino Balboni.

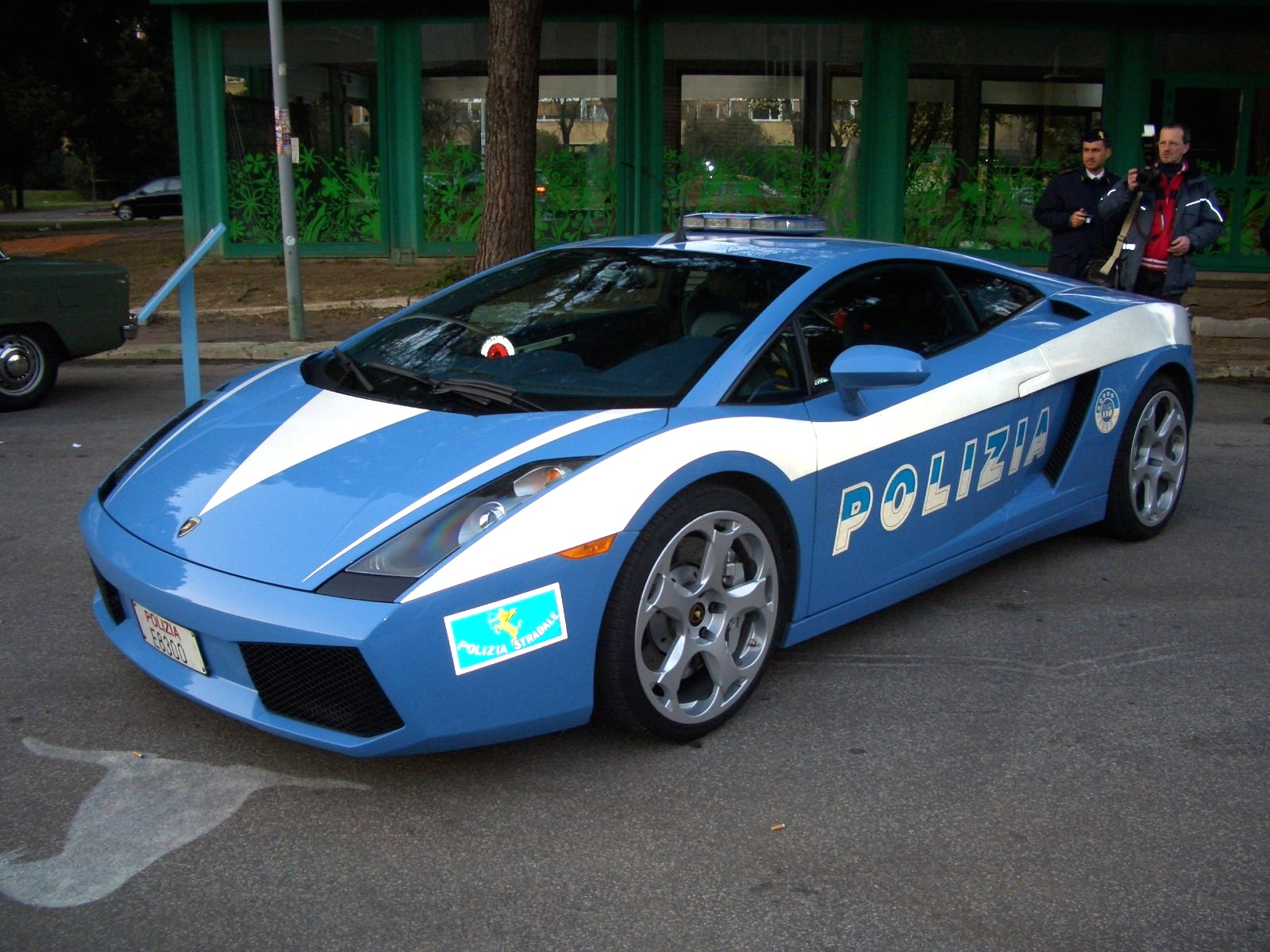
Lamborghini Gallardo de la polizia stradale.

#### Gallardo Polizia
El Gallardo té representació en un dels cossos policials estatals d'Itàlia, la Policia Stradale. Es tracta del model de sèrie pintat amb els colors del cos de seguretat. Al maig de 2004 amb motiu del 152º aniversari del cos de la Polizia, la pròpia casa Lamborghini va donar un i en 2005, després de l'experiència positiva va donar un altre. Actualment s'utilitzen per a la vigilància en carreteres, i aprofitant el potent motor també s'utilitzen per a emergències sanitàries, per la qual cosa cadascun compta amb un desfibrador automàtic i equips especials preparats per al transport d'òrgans i de plasma sanguini.

#### Gallardo LP 570-4 Blancpain Edition
Aquest model va ser dissenyat conjuntament entre Lamborghini i el fabricant de rellotges Blancpain com un homenatge al Lamborghini Blancpain Súper Trofeu. El model incorpora un alerón derivat del model Súper Trofeu i equipa llandes Skorpius amb frens de carbó ceràmica grocs. Alguns dels seus elements externs són de fibra de carboni. L'interior és negre, en el to Alcántara, amb alguns detalls grocs i uns altres de fibra de carboni.
Pesa 1.340 quilograms i munta un motor V10 de 5.2 litres, el qual genera 570 hp, la qual cosa li permet passar de 0 a 100 kp/h en 3,4 segons, amb una velocitat màxima de 320 km/h.

#### Gallardo LP570-4 Squadra Corse
En el passat Saló de Frankfurt Lamborghini va presentar l'última edició especial del Lamborghini Gallardo, el Lamborghini Gallardo LP570-4 Squadra Corse. Gràcies al 5.2 litres V10 de 570 CV i a un pes de només 1.340 quilos que li converteixen en el Gallardo de carrer més ràpid de tots.

#### Gallardo LP560-4 tricolore
Aquest model es va presentar en el Autoshow de Torí de 2011; és una edició especial molt similar al Bicolore, amb línies que representen la bandera italiana a través del cos de l'acte, per commemorar el 150 aniversari de la unificació italiana.

#### Gallardo LP 570-4 Super Trofeu Stradale
És un Gallardo limitat a 150 unitats, és que no només s'ajusta als rumors de les últimes setmanes, que indicaven un model més prestacional i brut, sinó que directament es tracta d'un cotxe de competició homologat per circular en carretera. El seu gegantesc alerón ajustable de fibra de carboni ha estat cedit pel model de competició, així com la coberta del motor (també de composite) i les nombroses voltes d'Alcantara usades per folrar el seu senzill habitacle, que s'oblida de les pantalles multifunció i ve directament amb el mínim. Navegador, antirrobo i kit d'elevació són elements opcionals, igual que la gàbia de seguretat.
Entre llandes d'aliatge lleuger, retirada d'aïllant i noves peces de carrosseria, l'estalvi de pes pel que fa al Gallardo LP 560-4 és de 70 kg, amb un pes en sec d'1.340 kg i encara pot rebaixar-se més si el client sol·licita el kit de fibra opcional, amb el qual la palanca de fre, la consola central, els baixos de l'adreça, els tiradors, el tancament de la guantera i les motllures interiors del cotxe es canvien per noves peces realitzades en carboni.
El motor, que manté els 570 CV lliurats pel 5.2 V10 del cotxe de competició, s'ajusta al canvi robotitzat de sis marxes, i s'enfronta en les quatre rodes a un formidable joc de frens, amb pinces de 8 pistons davant i de 4 darrere mossegant discos ventilats de 365 x 34 mm i 356 x 32 mm respectivament (carboni-ceràmics de forma opcional). La velocitat punta queda marcada en uns "satisfactoris" 320 km/h, i l'acceleració s'homologa en 3,4 segons. Arxivat 2012-01-31 a Wayback Machine.

#### Gallardo LP550-2 Spyder
En aquests moments el Gallardo de tracció posterior només estava disponible en variants de carrosseria tancada, així que aquesta seria la forma escollida per Lambo per tancar la gamma i anar acomiadant-ho. El motor i la transmissió procedirien (imaginem) directament del Valentino Balboni, amb un motor 5.2 V10 de 550 CV. Arxivat 2014-04-07 a Wayback Machine.

#### Gallardo LP560-4 50th Anniversary Facelift
En el passat Saló de l'Automòbil de París de setembre del 2012, es va presentar un "facelift" (nou look) per al Gallardo LP560-4 per celebrar el 50 aniversari de la marca. Tan sols s'aprecien diferències en l'estètica, quant a motor i interior no hi ha cap canvi que calgui destacar. Lamborghini al seu torn ha confirmat que aquest serà l'últim Gallardo que veurem, ja que aquest any presentaran el substitut al com han cridat "Huracà".
{{format ref}} http://www.lambloghini.com/wp-content/uploads/2012/09/2013-lamborghini-gallardo-paris-1348747191.jpg

## Fitxa tècnica
| Fitxa tècnica          | LP560-4                                                                            | LP570-4 Superleggera                                                               | LP550-2 Valentino Balboni                                                          |                         |                                         |                                         |                                         |
| Motor                  | V10 a 90°                                                                          | V10 a 90°                                                                          | V10 a 90°                                                                          |                         |                                         |                                         |                                         |
| Cilindrada             | 5.204 cc                                                                           | 5.204 cc                                                                           | 5.204 cc                                                                           |                         |                                         |                                         |                                         |
| Alimentació            | Injecció directa, admissió variable                                                | Injecció directa, admissió variable                                                | Injecció directa, admissió variable                                                |                         |                                         |                                         |                                         |
| Distribució            | 4 vàlvules per cilindre, dos arbres de lleves en cada culata, Distribució Variable | 4 vàlvules per cilindre, dos arbres de lleves en cada culata, Distribució Variable | 4 vàlvules per cilindre, dos arbres de lleves en cada culata, Distribució Variable |                         |                                         |                                         |                                         |
| Potència màxima        | 560 CV a 8.000 rpm                                                                 | 570 CV a 8.000 rpm                                                                 | 550 CV a 8.000 rpm                                                                 |                         |                                         |                                         |                                         |
| Parell màxim           | 540 Nm a 6.000 rpm                                                                 | 540 Nm a 6.000 rpm                                                                 | 540 Nm a 6.000 rpm                                                                 |                         |                                         |                                         |                                         |
| Transmissió            | Manual i I-Gear, ambdues de sis marxes més reversa                                 | Manual i I-Gear, ambdues de sis marxes més reversa                                 | Manual i I-Gear, ambdues de sis marxes més reversa                                 |                         |                                         |                                         |                                         |
| Tracció                | Integral, control d'estabilitat                                                    | Integral, control d'estabilitat                                                    | Tracció posterior                                                                  |                         |                                         |                                         |                                         |
| Acceleració 0–100 km/h | 3,7                                                                                | 3,2                                                                                | 3,9                                                                                |                         |                                         |                                         |                                         |
| Velocitat màxima       | 325 km/h                                                                           | 335 km/h                                                                           | 320 km/h                                                                           | Consum mitjà (l/100 km) | man (14,7 l/100 km) aut (13,7 l/100 km) | man (14,4 l/100 km) aut (13,5 l/100 km) | man (14,4 l/100 km) aut (13,3 l/100 km) |
| Emissions de CO2       | man (351 g/km) aut (325 g/km)                                                      | man (344 g/km) aut (319 g/km)                                                      | man (341 g/km) aut (315 g/km)                                                      |                         |                                         |                                         |                                         |

## Super Trofeu Lamborghini

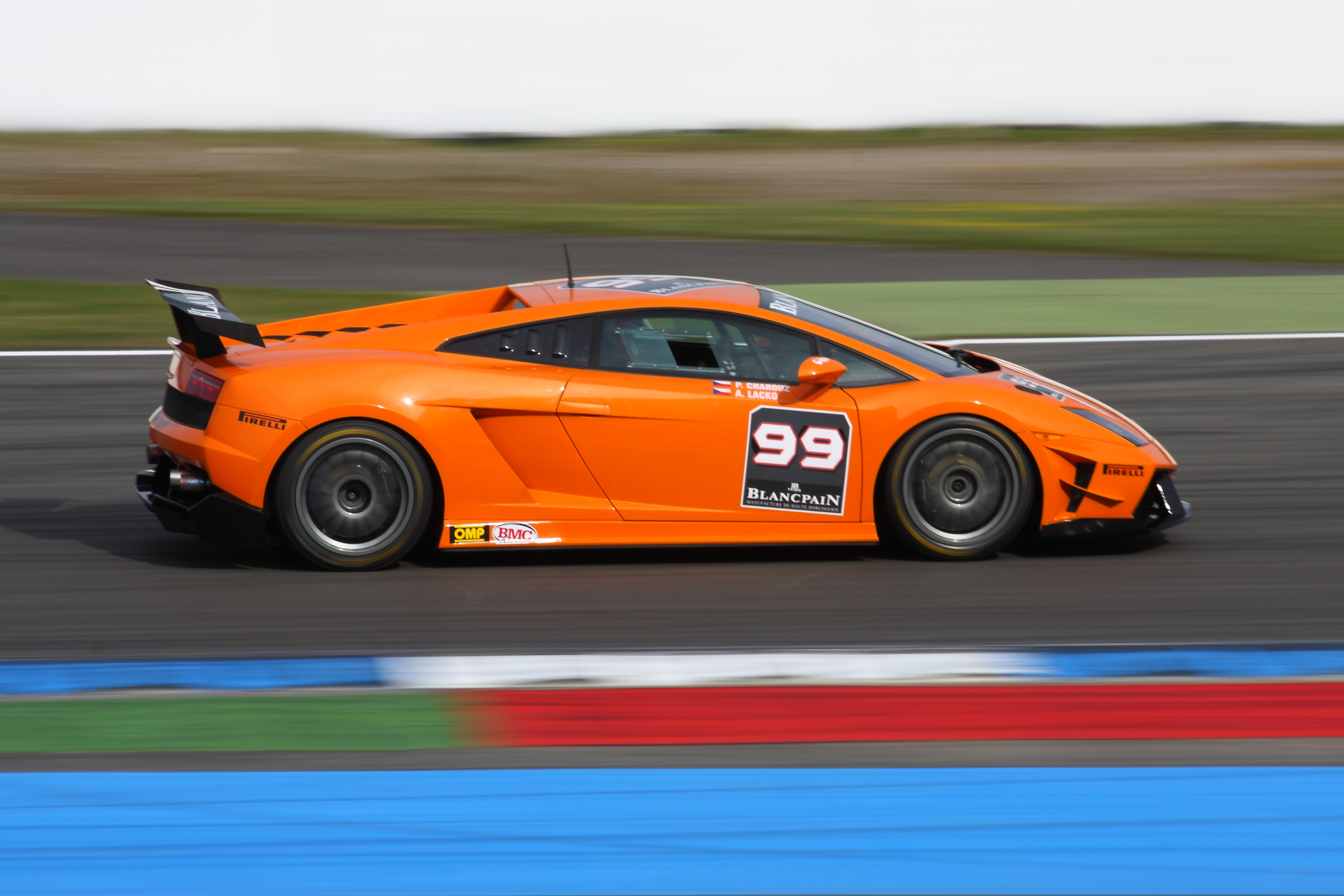
Lamborghini Gallardo Super Trofeu.

El 25 d'octubre de 2008 Lamborghini va anunciar un campionat monomarca d'automobilisme de velocitat, que es dirà Super Trofeu Lamborghini. Es disputarà amb una versió alleugerida del Gallardo LP560-4. El Gallardo Super Trofeu vindrà amb un xassís revisat, tracció a les quatre rodes i un motor potenciat a 570 CV (419 kW).
Lamborghini construirà 30 unitats del Gallardo Super Trofeu a la disposició dels pilots i equips. En cada ronda, la marca oferirà una unitat perquè sigui pilotada per celebritats.
La primera carrera de finalització de setmana del calendari provisional de 2009 començarà el 3 de maig en el circuit de Silverstone en el Regne Unit, seguit per Adria a Itàlia el 17 de maig, el Norisring a Alemanya el 5 de juliol, Spa-Francorchamps a Bèlgica, el 2 d'agost, Circuit de Catalunya a Espanya el 20 de setembre i culminant en 4 d'octubre en el Circuit Paul Ricard, França. Acompanyarà a altres categories, tals com el Campionat FIA GT i el Deutsche Tourenwagen Masters.
El Gallardo Super Trofeu s'ofereix per 200.000 euros més imposats, a través dels concessionaris Lamborghini.

## Futur
L'any 2013, Lamborghini saca del mercat al Gallardo, per començar a fabricar un successor. Es va especular amb el nom "Cabrera", però el 20 de desembre es va presentar amb el nom Huracà.
A més, la marca va assegurar que deixarà de fabricar definitivament actuacions amb transmissió mecànica o manual, igual que molts dels seus competidors, com Ferrari.